# Moanda
Moanda je peti po veličini grad u Gabonu. Nalazi se u provinciji Haut-Ogooué na jugoistoku države, 50 km udaljena od Francevillea i stotinjak kilometara od granice s Republikom Kongo. Svjetski je poznata po rudnicima mangana.
Zalihe mangana otkrivene su blizu grada 1938. godine, a 1951. započela je komercijalna eksploatacija. Predviđa se da bi zalihe mogle trajati do 2080. godine. Monopol na ekploataciju mangana ima tvrtka Compagnie Minière de l'Ogooué (COMILOG).
Prema popisu iz 1993. godine, Moanda je imala 21.882 stanovnika.